# NGC 6265
NGC 6265 (другие обозначения — UGC 10624, MCG 5-40-11, ZWG 169.17, NPM1G +27.0547, PGC 59315) — линзообразная галактика (S0) в созвездии Геркулес.
Этот объект входит в число перечисленных в оригинальной редакции «Нового общего каталога».